# Concerto pour clarinette de Copland
Pour les articles homonymes, voir Concerto pour clarinette (homonymie).
Le concerto pour clarinette et orchestre à cordes, harpe et piano est un concerto d'Aaron Copland. Composé en 1947-1948, Aaron Copland donne une version préliminaire de la partition de son Concerto pour clarinette à son commanditaire Benny Goodman en 1948, qui suggère des modifications à l'œuvre, comme la simplification de certains phrases, en particulier la coda, et la transposition de certains passages vers un registre plus grave. Il est créé à New York par son dédicataire Benny Goodman le 6 novembre 1950 avec Fritz Reiner à la tête du NBC Studio Symphony Orchestra. Le concerto est en deux parties enchaînées. Le concerto a ensuite été chorégraphié par Jerome Robbins pour le ballet Pied Piper en 1951.
Après le concerto pour piano composé dans sa jeunesse, ce concerto est le deuxième et dernier concerto composé par Aaron Copland et est considéré par les musicologues comme le premier concerto pour clarinette américain reconnu par les clarinettistes du monde entier.

## Histoire

### Composition
Peu après que Copland eut composé sa Symphonie n° 3 (en), en 1947, le clarinettiste de jazz Benny Goodman lui a demandé d'écrire un concerto pour clarinette. Goodman a dit à la biographe de Copland Vivian Perlis (en), : 

« Je n'ai fait aucune demande sur ce que Copland devait écrire. Il avait toute liberté, sauf que je devais avoir une exclusivité de deux ans pour jouer l'œuvre. J'ai payé deux mille dollars et c'est de l'argent réel. À l'époque, il n'y avait pas beaucoup de compositeurs américains parmi lesquels choisir... Nous n'avons jamais eu beaucoup de problèmes, à l'exception d'une petite dispute à propos de l'endroit avant la cadence où il avait écrit une répétition d'une phrase. J'étais un peu réticent à l'idée de le laisser de côté - c'était là que l'alto faisait l'écho pour donner un signal à la clarinette. Mais je pense qu'Aaron a fini par la laisser de côté... Aaron et moi avons joué le concerto plusieurs fois avec lui à la direction, et nous avons fait deux enregistrements. »

— Benny Goodman
Copland était à Rio de Janeiro en 1947 en tant que conférencier et chef d'orchestre. Pendant son séjour, il a fait de nombreuses ébauches du concerto.
Le 26 août 1948, Copland a écrit que le concerto était encore " dribbling along ". Un mois plus tard, il a écrit dans une lettre que la pièce était presque terminée.
Le 6 décembre 1948, il écrit au compositeur Carlos Chávez qu'il a terminé la composition et qu'il est satisfait du résultat.
Copland accepta une commande du chef d'orchestre Serge Koussevitzky pour arranger le premier mouvement du concerto sous la forme d'une Élégie pour cordes, qui devait être jouée par l'Orchestre symphonique de Boston. Cependant, dans une lettre à Koussevitzky datée du 29 août 1950, Copland renonce à cette commande. Le compositeur explique qu'après mûre réflexion, il estime que l'exécution d'un arrangement du premier mouvement en soi « nuit à l'intégrité du concerto tel que je l'ai conçu à l'origine, et je ne suis pas disposé à le faire ». Copland craignait également, écrivait-il, qu'une interprétation du premier mouvement du concerto alors que le concerto n'avait toujours pas été joué - Benny Goodman avait reporté à plusieurs reprises la première de la pièce - ne soit perçue à tort par le public comme l'expression d'un doute sur la qualité du deuxième mouvement du concerto. Il proposa une autre façon de satisfaire son engagement pour une élégie.
La partition avec orchestre est publiée chez 
Boosey & Hawkes. Une réduction pour clarinette et piano a été effectuée par le compositeur et publiée en 1950 chez le même éditeur avec une coda simplifiée ; dans la dernière édition, il est inclus des ossias issus de la version originale manuscrite dite de 1948.
Un enregistrement vidéo en direct réalisé dans les années 1960 de Benny Goodman interprétant l'œuvre avec l'Orchestre philharmonique de Los Angeles dirigé par Aaron Copland lui-même subsiste.

### Représentations

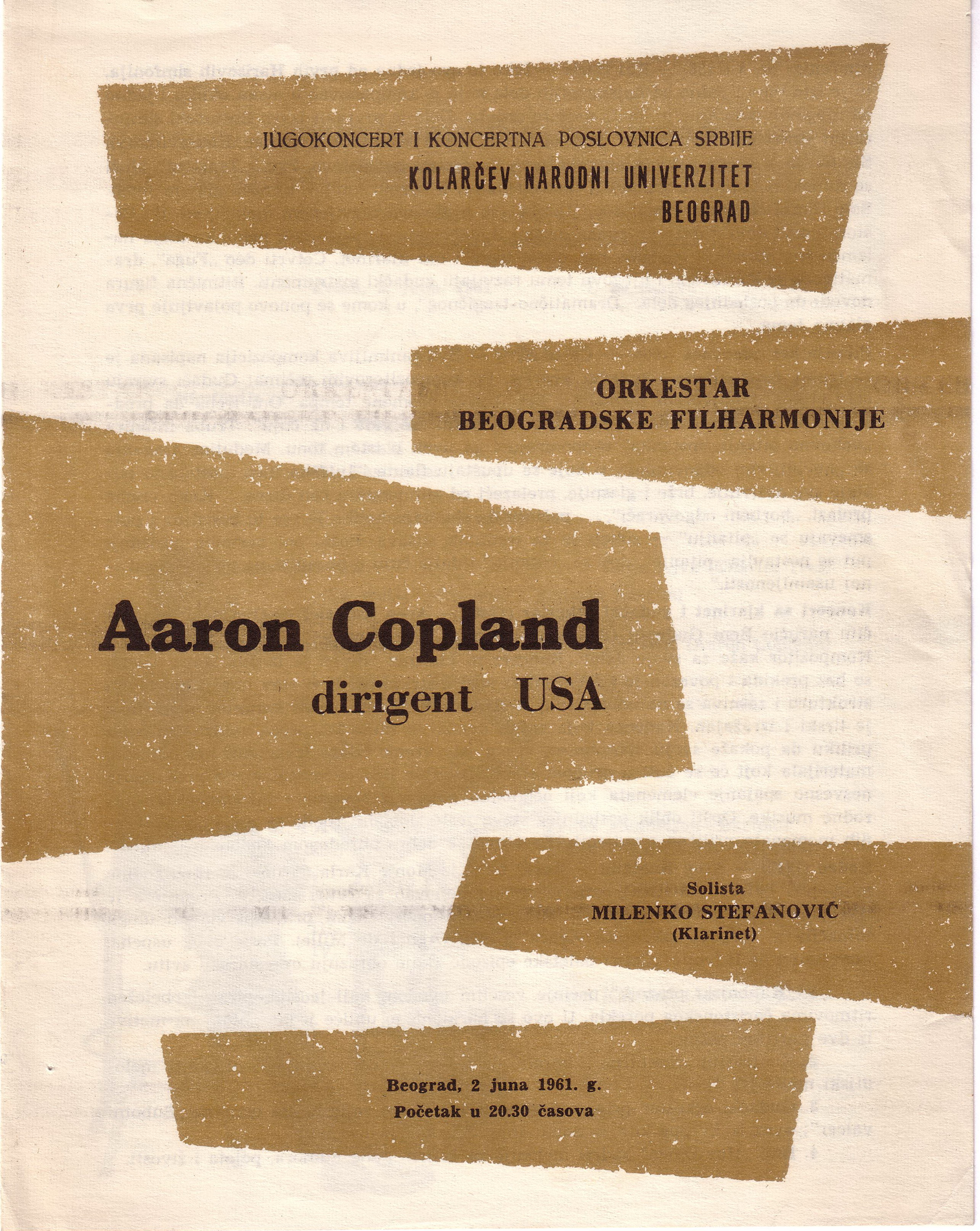
Copland Concerto pour clarinette joué à Belgrade, Yougoslavie, le 2 juin 1961, par Milenko Stefanović et l'Orchestre philharmonique de Belgrade, sous la direction d'Aaron Copland.

Benny Goodman a créé le concerto lors d'une émission de radio de la NBC avec le NBC Symphony Orchestra dirigé par Fritz Reiner, le 6 novembre 1950.
Certains affirment cependant que cette représentation n'était pas la première mondiale et l'attribuent à Ralph McLane (en) et au Philadelphia Orchestra sous la direction d'Eugene Ormandy car cette représentation du 28 novembre 1950 était la première " représentation publique " ,. En tout cas, c'était la première exécution publique du Concerto à New York.
Cette représentation du 28 novembre 1950 - probablement juste après la fin de l'exclusivité de deux ans - avait été programmée par Copland pour augmenter la pression sur Goodman, puisqu'il ne cessait de repousser la première représentation.
Un enregistrement de la première exécution radiophonique par Goodman, avec l'Orchestre symphonique de la NBC sous la baguette de Fritz Reiner, est disponible en CD sur le label Legend music (voir ci-dessous).
Le concerto s'est rapidement imposé comme une pièce standard du répertoire pour clarinette. Depuis l'interprétation de Benny Goodman, d'autres interprétations notables ont été données par :
- Stanley Drucker et le New York Philharmonic avec Leonard Bernstein
- Milenko Stefanović (en) et l'Orchestre philharmonique de Belgrade avec Aaron Copland (Belgrade, 2 juin 1961)[14],[15],[16],[17]
- Richard Stoltzman et le London Symphony Orchestra avec Michael Tilson Thomas
- Paul Meyer et l'English Chamber Orchestra.
- Sabine Meyer et les Bamberger Symphoniker.

Cependant, un enregistrement particulier mérite d'être souligné : celui réalisé avec Goodman et dirigé par Copland lui-même, qu'Aaron Copland considérait comme son meilleur enregistrement à ce jour.

## Analyse de l'œuvre
L'œuvre est composée  de deux mouvements :
1. Slowly and expressively
  1. - Cadenza
2. Rather fast

Dans le premier mouvement sur fond de harpe, la clarinette expose une douce mélodie cantabile, puis en guise de pont elle déploie une belle cadence virtuose à laquelle succède la deuxième partie rapide et syncopée sur un rythme  jazz où les cordes, le piano et la clarinette se livrent à des jeux de dialogue d'une fraîcheur spontanée et virevoltante. Une brillante gamme ascendante conclusive de la clarinette viendra mettre un point final.

## Discographie sélective
- Sharon Kam, American Classics. Teldec Classics 8573-88482-2 © 2002,
- Sabine Meyer, Hommage To Benny Goodman. EMI Classics 7243 5 56652 2 5, © 1998
- Mozart - Busoni - Copland : Clarinet Concertos, avec Paul Meyer (clarinette), David Zinman (direction), English Chamber Orchestra, (Japon : DENON CO-75289, (p) 1993)
- Benny Goodman, Collector's Edition. CBS MK42227, © 1986